# Jorge Frías
Jorge Frías (ur. 15 marca 1956) – meksykański zapaśnik walczący w stylu wolnym. Dwukrotny olimpijczyk. Odpadł w eliminacjach turnieju w Montrealu 1976 i Moskwie 1980. Walczył w wadze minimuszej do 48 kg.
Złoty medalista igrzysk panamerykańskich w 1975 i igrzysk Ameryki Środkowej i Karaibów w 1978 roku.

## Letnie Igrzyska Olimpijskie 1976
| Konkurencja               | Walki               | Walki                  | Klas. końcowa |
| Konkurencja               | Pierwsza runda      | Druga runda            | Miejsce       |
| ------------------------- | ------------------- | ---------------------- | ------------- |
| styl wolny, waga do 48 kg | Sobhan Ruhi (IRI) P | Kim Hwa-gyeong (KOR) P | druga runda   |

## Letnie Igrzyska Olimpijskie 1980
| Konkurencja               | Walki                       | Walki                  | Walki               | Klas. końcowa |
| Konkurencja               | Pierwsza runda              | Druga runda            | Trzecia runda       | Miejsce       |
| ------------------------- | --------------------------- | ---------------------- | ------------------- | ------------- |
| styl wolny, waga do 48 kg | Siergiej Korniłajew (USR) P | Rumen Jordanow (BGR) W | László Bíró (HUN) P | trzecia runda |